# Asturias (Leyenda)
Asturias es una obra del compositor español Isaac Albéniz. Fue escrita originalmente para piano en la tonalidad de sol menor. Fue publicada por primera vez en Barcelona, por Juan Bautista Pujol en 1892 como preludio de una serie de tres movimientos titulado Chants d'Espagne. En 1911 fue publicada con el subtítulo de Leyenda.

## Historia
Asturias fue compuesta en la década de 1890, época en la que Albéniz residía en Londres. A pesar de su nombre, el tema no tiene ninguna relación con la tradición musical de Asturias, estando más bien relacionada con el flamenco andaluz. A su publicación por Pujol en Barcelona en 1892, Albéniz la concibió como un preludio a la colección de piezas titulada Chants d'Espagne. Años más tarde se convertiría en el quinto movimiento de la Suite española Op. 47, publicada después de la muerte del compositor con el actual título y subtítulo de Leyenda en 1911 por la editora alemana Hofmeister.

## Estructura y análisis
La obra se caracteriza por la delicada y compleja melodía de su sección media y sus dinámicos y bruscos cambios. Guiada por el virtuosismo al piano de Albéniz (con influencia de Franz Liszt) y las formas de la escuela nacional española, Asturias comienza con un Allegro ma non troppo que evoca el estilo flamenco y se basa en la repetición del tema principal. Desde el pianissimo inicial, el ritmo va aumentando hasta disolverse en una disminución gradual. En su segunda parte es una copla de carácter tranquilo, que antes de la finalización recupera bruscamente el tempo de la primera.

## Adaptación a guitarra
En ocasiones se ha atribuido la primera transcripción para guitarra a Francisco Tárrega, que la adaptó a una tonalidad más natural en la guitarra: mi menor. Según el guitarrista y erudito Stephen Yates, la primera transcripción para guitarra de la pieza fue probablemente realizada por Severino García Fortea, aunque la interpretación de Andrés Segovia es la más famosa e influyente. La obra se ha convertido en una de las obras más importantes del repertorio de guitarra clásica.

## En la cultura popular
Esta obra ha servido de inspiración a artistas musicales de diversos géneros para crear sus propias versiones. Tanto las adaptaciones como las interpretaciones de la pieza original han sido incluidas en bandas sonoras de películas, programas de televisión o videojuegos.

### Adaptaciones
- 1968 – "Spanish Caravan", canción del álbum Waiting for the Sun de The Doors en la que el tema principal se escucha al comienzo.[7]
- 1983 – "To Tame a Land", canción del álbum Piece of Mind de Iron Maiden en la que aparece.[8]
- 1993 – "Right in the Night (Fall in Love With Music)", canción de la banda Jam & Spoon junto con Plavka que incluye una versión del tema principal.
- 2007 – El 16 de mayo de 2007 durante la investidura de Nicolas Sarkozy como presidente de Francia, el tema fue interpretado por su entonces esposa, Cécilia Ciganer-Albéniz, bisnieta del compositor Isaac Albéniz.[9]
- 2015 – El violista italiano Marco Misciagna publicó el arreglo de esta pieza para viola sola.[10]
- 2019 – "Middle of the Night", canción de la cantante Elley Duhé que también utiliza el tema principal.

### Inclusión en bandas sonoras
- 1982 – Paratrooper, videojuego para MS-DOS en cuyo inicio se empleó la pieza.[11]
- 2008 – Mirrors (Reflejos), película dirigida por Alexandre Aja en cuya banda sonora es ampliamente utilizado el tema principal.
- 2008 – Vicky Cristina Barcelona, película de Woody Allen en la que se escucha esta obra.
- 2013 – Un château en Italie (Un castillo en Italia), film de Valeria Bruni Tedeschi en el que también se incluye la pieza.
- 2023 - Anatomía de una caída (Anatomie d'une chute), película de Justine Triet

### Inclusión en películas
- "Sagrada Familia" se incluye la pieza repetidas veces por parte del personaje Aitana/ Mariana